# Andrea Sansovino

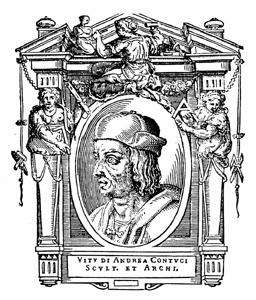
Porträt in der Vasari-Ausgabe von 1568

Skulpturengruppe Taufe Christi von Andrea Sansovino und Vincenzo Danti am Baptisterium San Giovanni. Um 1505 verließ Sansovino Florenz für andere Aufträge, sodass er nur den hl. Johannes vollendete. Danti arbeitete den Christus nach Skizzen Sansovinos aus, bis zu seinem Tod 1576 war der Engel nur als Stuck- und Terrakottamodell vorhanden. Erst 1792 vollendete Innocenzo Spinazzi den Engel in Marmor.

Andrea Sansovino, eigentlich Andrea di Niccolò di Menco di Muccio, (* um 1460 in Monte San Savino bei Arezzo; † 1529 ebenda) war ein italienischer Bildhauer.

## Leben
Giorgio Vasari zufolge wurde er als ein Bauernjunge beim Viehhüten von einem vornehmen Florentiner getroffen, der sein Talent erkannte, als er sah, wie er aus Erde Tiere formte. Andrea Sansovino, gewöhnlich nur Sansovino genannt, wurde Lehrling des Antonio del Pollaiuolo und bildete sich daneben nach Leonardo da Vinci. Unter diesen Einflüssen entstanden die Reliefs mit der Krönung Marias, der Verkündigung und der Pietà in Santo Spirito zu Florenz.
Um 1493 berief ihn König Johann II. von Portugal nach Lissabon, wo er neun Jahre lang als Architekt und Bildhauer tätig war. 1500 nach Florenz zurückgekehrt, begann er hier die Marmorgruppe der Taufe Christi über dem Ostportal des Baptisterium San Giovanni, die an Adel der Form und des Ausdrucks in jener Zeit einzig dasteht, aber von ihm nicht vollendet wurde, da er eine Bestellung für den Dom San Lorenzo von Genua (Statuen der Madonna und des Täufers, 1503) erhielt und sodann von Papst Julius II. um 1505 nach Rom berufen wurde, um die Gräber der Kardinäle Girolamo Basso della Rovere und Ascagnio Sforza für den Chor von Santa Maria del Popolo auszuführen.
Dieselben schließen sich in der Anordnung dem Geschmack des 15. Jahrhunderts an, der in ihnen seinen höchsten künstlerischen Ausdruck gefunden, bereiten aber durch ihre malerischen Einzelformen bereits auf den Manierismus der späteren Zeit vor; es sind die herrlichsten Grabdenkmäler, welche Rom besitzt.
1512 schuf Sansovino die Gruppe der heiligen Anna in Sant’Agostino in Rom.
Von 1513 bis 1522 war er im Auftrag Leos X. und ab 1523 im Auftrag Clemens VII. mit der Verzierung des heiligen Hauses zu Loreto beschäftigt. Die Reliefs der Verkündigung und der Geburt Christi und die Statue des Jeremia arbeitete er selbst, das übrige wurde unter seiner Aufsicht von verschiedenen Künstlern ausgeführt.
Im Alter von 69 Jahren starb Andrea Sansovino 1529 in seinem Heimatort Monte San Savino.
Die Schönheit der Antike mit freiem Sinn erfassend, verband er damit ein gediegenes Naturstudium; seine Figuren zeigen tiefe Empfindung, aber immer in den Schranken der Mäßigung.
Er bildete viele Schüler aus. Einer dieser, Jacopo d’Antonio Tatti nahm später den Nachnamen Sansovino an.